# Асклепион
Асклепион (др.-греч. Ἀσκληπιεῖον, лат. Aesculapium) — древнегреческий храм, посвящённый богу медицины Асклепию. Асклепионы являлись не только культовыми строениями, но также и лечебными. По сути своей асклепионы были стационарами. Оказали значительное влияние на развитие медицины в Древней Греции.
Жрецы Асклепия асклепиады занимались лечением больных. На начальных этапах оно состояло в выполнении определённых ритуалов. Больной должен был провести ночь в асклепионе, после чего рассказать о своих снах жрецу-асклепиаду. На основании сна назначалось лечение. Обязанностью жрецов было также составление таблиц, в которых описывалось течение болезни и предпринятые лечебные мероприятия, которые привели к желаемому результату. Таким образом, асклепиады способствовали накоплению медицинских знаний в храмах бога медицины Асклепия.
Известно о существовании около 300 асклепионов. Наиболее известными являлись асклепионы Коса, Книда и Эпидавра. На руинах асклепиона Эпидавра, внесённого в памятники всемирного наследия ЮНЕСКО, даже сохранилось 3 мраморные плиты, датируемые около 320 г. до н. э., которые содержат истории болезни и описание проводившегося лечения 70 больным.
Благодаря накоплению и систематическому анализу медицинских знаний на протяжении нескольких веков, асклепионы оказали существенное влияние на развитие медицины. Так, «отец медицины» Гиппократ по преданию обучался в асклепионе Коса, а затем посещал и другие асклепионы Древней Греции, изучая составленные в них таблицы. Знаменитый древнеримский врач Гален перед тем, как стать придворным врачом императора Марка Аврелия, обучался в асклепионе Пергама.

## Раскопки
Асклепион на острове Кос окружен хвойным лесом, который подсказал немецкому археологу Рудольфу Херцогу начать раскопки в этом месте. Археологические работы начались в 1901 году и продолжались до 1905 года и были продолжены в 30-х годах XX века итальянской археологической экспедицией.